# Berkélium(III)-jodid
A berkélium(III)-jodid egy aktinoida vegyület. Képlete BkI3, benne a berkélium oxidációs száma +3.

## Tulajdonságai
Sárga, szilárd, kristályos anyag. Hexagonális kristályrendszerben kristályosodik, tércsoport R3, rácsállandók: a = 758,4 pm és c = 2087 pm. Elemi cellája hat atomot tartalmaz. Kristályszerkezete izotipikus a bizmut(III)-jodiddal.

## Fordítás
Ez a szócikk részben vagy egészben  a   Berkelium(III)-iodid című német Wikipédia-szócikk fordításán alapul.  Az eredeti cikk szerkesztőit annak laptörténete sorolja fel. Ez a jelzés csupán a megfogalmazás eredetét és a szerzői jogokat jelzi, nem szolgál a cikkben szereplő információk forrásmegjelöléseként.